# Orfelia rhapsodica
Orfelia rhapsodica är en tvåvingeart som beskrevs av Chandler 1995. Orfelia rhapsodica ingår i släktet Orfelia och familjen platthornsmyggor.
Artens utbredningsområde är Slovakien. Inga underarter finns listade i Catalogue of Life.